# Davide Ballerini
Pour les articles homonymes, voir Ballerini.
Davide Ballerini (né le 21 septembre 1994 à Cantù en Lombardie) est un coureur cycliste italien. Il a notamment remporté le Circuit Het Nieuwsblad en 2021.

## Biographie

### Débuts de carrière

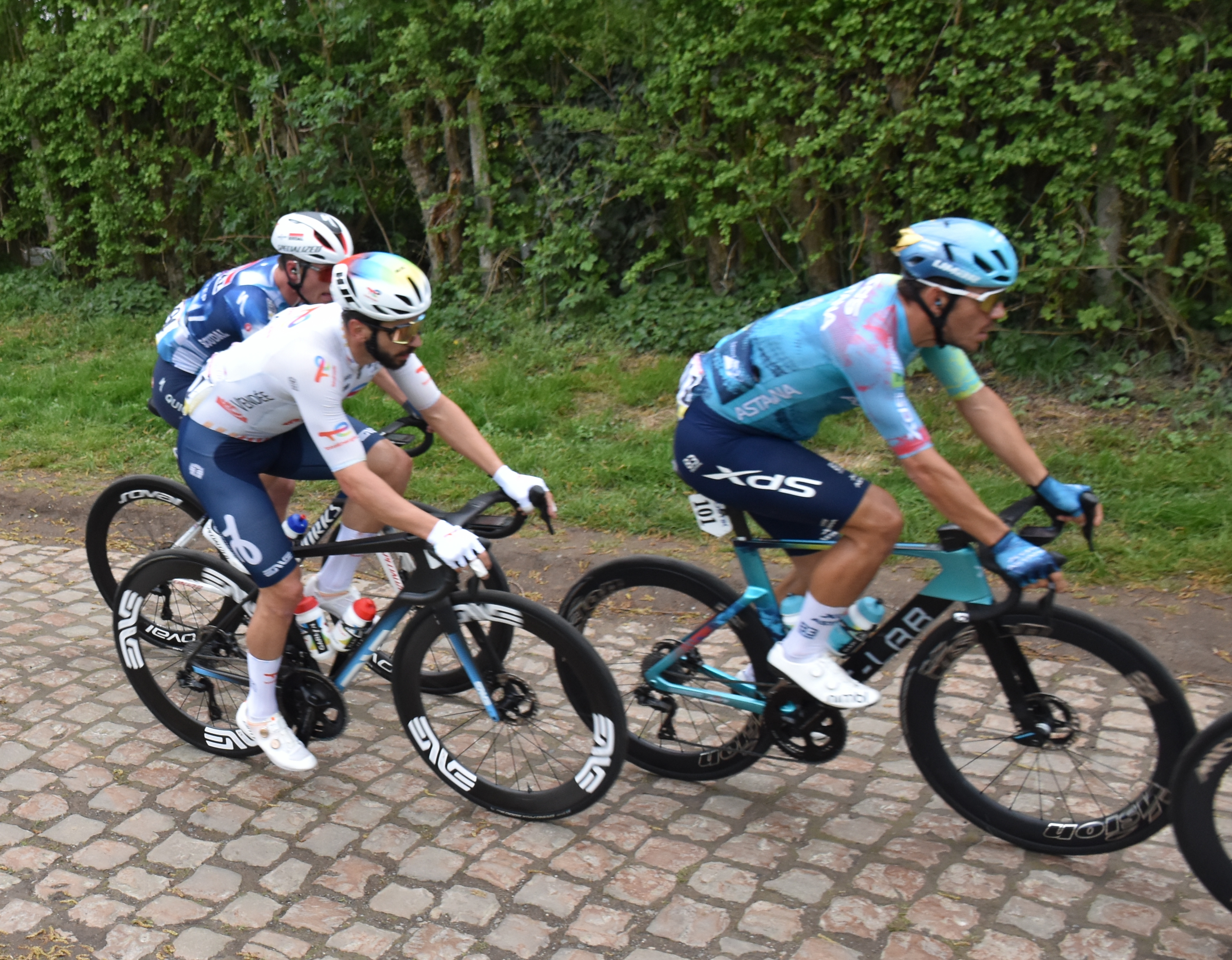
Davide Ballerini # 101 - Paris-Roubaix 2025.

Davide Ballerini commence le cyclisme en avril 2010, en catégorie allievi deuxième année, au Gruppo sportivo ciclistico (GSC) Capiaghese. Durant l'été 2012, il est médaillé de bronze du championnat d'Europe sur route juniors (moins de 19 ans), devancé par Alexander Wachter et Anthony Turgis.
En 2013 et 2014, il est membre de l'équipe continentale italienne Idea. Lors de sa deuxième saison dans l'équipe, il remporte la dernière étape de l'An Post Rás et se classe troisième et meilleur jeune de la Course de Solidarność et des champions olympiques. Lors de l'année 2015, il signe au sein de la formation Unieuro Wilier, une autre équipe continentale italienne. Il gagne la Coppa San Geo et termine troisième du Trofeo Alcide Degasperi. En 2016, il est membre du club amateur Hopplà-Petroli Firenze. Il se montre à son avantage sur les courses du calendrier des espoirs (moins de 23 ans), terminant neuvième du Tour des Flandres espoirs, quatrième du  Trophée Almar, ou encore septième du Tour de Lombardie amateurs. Au mois d'août, il intègre l'équipe Tinkoff en tant que stagiaire.

### 2017-2018: des résultats prometteurs chez Androni Giocattoli
En 2017, il passe professionnel en signant un contrat de deux ans avec l'équipe continentale professionnelle italienne Androni Giocattoli,,. Il remporte en mars le classement de la montagne de Tirreno-Adriatico. Le mois suivant, il se classe troisième d'une étape du Tour des Alpes. En juillet, il est sélectionné pour les championnats d'Europe sur route, où il se classe 88e. En fin de saison, il obtient plusieurs tops 10, notamment sur des étapes du Tour de Turquie. 
En 2018, lors du Grand Prix de l'industrie et de l'artisanat de Larciano, une course classée en hors catégorie dans le circuit UCI Europe Tour, il remporte le sprint des poursuivants et prend la troisième place. Cinquième du Tour des Apennins, il participe ensuite au Tour d'Italie, son premier grand tour. Il s'y montre offensif et remporte le prix de la combativité et le classement des sprints intermédiaires. En juillet, il gagne le prologue du Sibiu Cycling Tour et porte le maillot de leader pendant un jour. En septembre, il s'adjuge au sprint coup sur coup le Mémorial Marco Pantani et le Trophée Matteotti, puis termine troisième du Tour du Piémont.

### 2019: une saison chez Astana
Ses bons résultats lui permettent de signer en 2019 au sein de l'équipe World Tour Astana. Après avoir participé aux classiques pavées au printemps, Ballerini remporte le classement des grimpeurs du Tour de Californie après des étapes offensives. En juin, il gagne la course sur route aux Jeux européens de Minsk. Le mois suivant, il est sélectionné pour représenter son pays aux championnats d'Europe sur route, où il est dix-neuvième de la course en ligne. En septembre, il prend la quatrième place de la Brussels Cycling Classic.

### 2020-2023: chez Quick-Step
En 2020, il rejoint l'équipe Deceuninck-Quick Step, qui domine les classiques depuis plusieurs saisons. Le 9 août, il gagne au sprint la dernière étape du Tour de Pologne, une course remportée par son leader Remco Evenepoel. Il s'agit du premier succès en World Tour pour Ballerini. Deux semaines plus tard, il se classe deuxième du championnat d'Italie sur route (battu au sprint par Giacomo Nizzolo) et sixième de la course en ligne des championnats d'Europe disputés à Plouay dans le Morbihan. Il termine également quatrième de la Course des raisins (une épreuve belge disputée à Overijse) et deuxième de la Brussels Cycling Classic. En octobre, il prend part à son deuxième Tour d'Italie et se classe notamment troisième de la 4e étape.
En 2021, il effectue la meilleure saison de sa carrière jusque là. Il commence son année en remportant les deux premières étapes du Tour de La Provence. Le 27 février, il gagne le sprint massif du Circuit Het Nieuwsblad, signant sa première victoire sur une classique World Tour. En juin, il participe à son premier Tour de France, où le sprinteur de l'équipe Mark Cavendish gagne quatre étapes et le classement par points. En fin de contrat en fin d'année 2021 avec Deceuninck-Quick Step, il prolonge jusqu'en fin d'année 2023.
En début de saison 2022, un test positif au SARS-CoV-2 l'amène à renoncer à participer au Tour de La Provence.
Malade, il ne prend pas le départ de la seizième étape du Tour d'Italie 2023.

### 2024-: retour chez Astana
En septembre 2023, Astana Qazaqstan annonce le recrutement de Davide Ballerini pour 2024. Le coureur italien effectue ainsi son retour dans une équipe qu'il avait quittée à l'issue de l'année 2019.

## Palmarès

### Palmarès amateur
| - 2012 - Giro del Mendrisiotto juniors - Médaillé de bronze du championnat d'Europe sur route juniors - 2013 - 3e du Gran Premio Sannazzaro - 2014 - 8e étape de l'An Post Rás - 3e de la Coppa Ardigò - 3e du Trophée Giacomo Larghi - 3e de la Course de Solidarność et des champions olympiques - 3e de l'Astico-Brenta | - 2015 - Coppa San Geo - 3e du Trofeo Alcide Degasperi - 2016 - Florence-Empoli - Tour d'Émilie amateurs - 2e du Circuito Valle del Resco - 3e de la Coppa Giulio Burci |

### Palmarès professionnel
| - 2018 - Vainqueur de la Coupe d'Italie espoirs - Tour d'Italie : - Prix de la combativité - Classement des sprints intermédiaires - Prologue du Sibiu Cycling Tour - Mémorial Marco Pantani - Trophée Matteotti - 3e du Grand Prix de l'industrie et de l'artisanat de Larciano - 3e du Tour du Piémont - 2019 - Médaillé d'or de la course en ligne des Jeux européens - 2020 - 5e étape du Tour de Pologne - 2e du championnat d'Italie sur route - 2e de la Brussels Cycling Classic - 6e du championnat d'Europe sur route | - 2021 - 1re et 2e étapes du Tour de La Provence - Circuit Het Nieuwsblad - 2022 - 4e étape du Tour de Wallonie - Coppa Bernocchi - 2023 - 6e du Circuit Het Nieuwsblad - 7e d'À travers les Flandres - 2025 - 6e de Gand-Wevelgem - 10e du Tour des Flandres |

## Résultats sur les grands tours

### Tour de France
3 participations
- 2021 : 108e
- 2024 : 140e
- 2025 : 135e

### Tour d'Italie
5 participations
- 2018 : 68e,  vainqueur du Prix de la combativité et du classement des sprints intermédiaires.
- 2020 : 72e
- 2022 : 99e
- 2023 : non-partant (16e étape)
- 2024 : 70e

## Classements mondiaux
| Année                                 | 2014 | 2015 | 2016  | 2017  | 2018 | 2019 | 2020 | 2021 | 2022 | 2023 | 2024 |
| ------------------------------------- | ---- | ---- | ----- | ----- | ---- | ---- | ---- | ---- | ---- | ---- | ---- |
| Classement mondial                    |      |      | 1131e | 1002e | 115e | 143e | 90e  | 126e | 309e | 184e | 418e |
| UCI Europe Tour                       | 423e | 630e | 769e  | 668e  | 20e  | 118e | 75e  | 107e | 248e | nc   | nc   |
|                                       |      |      |       |       |      |      |      |      |      |      |      |
| Légende : nc = non classéSource : UCI |      |      |       |       |      |      |      |      |      |      |      |

## Distinctions
- Mémorial Gastone Nencini (révélation italienne de l'année) : 2018